# Łuchanowo
Łuchanowo (ros. Луханово) – wieś (dieriewnia) w Rosji, w obwodzie pskowskim, w rejonie noworżewskim. W 2010 liczyła 2 mieszkańców.